# 源清平
源 清平（みなもと の きよひら）は、平安時代前期から中期にかけての公卿。式部卿・是忠親王の次男。

## 経歴
醍醐朝の延喜2年（902年）文章生となる。延喜3年（903年）二世王の蔭位により従四位下に直叙され、翌延喜4年（904年）弾正大弼に任ず。
延喜10年（910年）山城守に任ぜられると、延喜11年（911年）大和守、延喜16年（916年）三河権守、延喜17年（917年）河内守に叙任されるなど、醍醐朝中期は専ら地方官を歴任し、この間の延喜16年（916年）従四位上に叙せられている。
延喜23年（923年）に兵部大輔次いで左京大夫と京官に復帰する。延長5年（927年）近江権守と醍醐朝末から再び地方官に転じ、承平2年（932年）には大和守に再任されている。承平4年（934年）正四位下。承平7年（937年）勘解由長官、天慶2年（939年）右大弁と朱雀朝中期は京官を務め、天慶4年（941年）には参議となり65歳にして公卿に列すが、同時に大宰大弐を兼ね大宰府に赴任した。
天慶8年（945年）正月13日に任地で卒去。享年69。最終官位は参議正四位下行大宰大弐

## 官歴
『公卿補任』による。
- 延喜2年（902年） 9月：文章生
- 延喜3年（903年） 正月7日：従四位下（直叙）
- 延喜5年（905年） 2月：弾正大弼
- 延喜10年（910年） 正月13日：山城守
- 延喜11年（911年） 正月13日：大和守
- 延喜16年（916年） 5月22日：従四位上。8月29日：三河権守
- 延喜17年（917年） 正月29日：河内守
- 延喜23年（923年） 正月12日：兵部大輔。6月22日：左京大夫。6月27日：昇殿
- 延長5年（927年） 正月12日：近江権守。2月18日：赴任[1]
- 承平2年（932年） 正月27日：大和守
- 承平4年（934年） 正月29日：正四位下
- 承平7年（937年） 3月：勘解由長官
- 天慶2年（939年） 8月27日：右大弁
- 天慶4年（941年） 3月28日：参議、大宰大弐、止弁
- 天慶8年（945年） 正月13日：卒去（参議正四位下行大宰大弐）

## 系譜
- 父：是忠親王
- 母：不詳
- 生母不詳の子女
  - 男子：源師保
  - 男子：源是輔
  - 男子：源共貞
  - 男子：源相規